# جیمز کمپت
جیمز کمپت (انگلیسی: James Kempt; ح. 1765 – ۲۰ دسامبر ۱۸۵۴) فرد نظامی اهل پادشاهی بریتانیای کبیر بود. وی همچنین برندهٔ جوایزی همچون نشان حمام شده‌است.